# Língua hariani
Hariani, ou Haryanvi, (Devanágari: हरियाणवी, também हरयाणवी) é um dialeto setentrional da língua hindi. É mais falada no norte do estado indiano de Haryana, e também em Nova Delhi, principalmente por jates e rors. Segundo a pesquisa linguística, Haryanvi tem 65% de similaridade lexical com ao dialeto Bagri.

Estado indiano de Haryana

## Distribuição geográfica
O hariani é falado em quase 50% dos distritos de Haryana. Os distritos adjacentes de Rajastão falam diferentes línguas, como o mewati no distrito de Mewat, o ahirwati nos distritos de Mahendragarh e Rewari, o bagri nos distritos Fatehabad, Bhiwani, Sirsa e Hisar. O restante dos distritos podem falar Haryanvi com exceção do Fatehabad onde o efeito do Punjabi é predominante.
Urdu foi amplamente falado pela população muçulmana nos distritos Gurgaon e Panipat antes da partição, mas desde então têm migrado para o Paquistão.

## Dialetos
O hariani tem vários dialetos. O bangaru, também conhecido como jatu (literalmente, língua dos jates), é mais falada, seguida do hariani, faladas nas regiões Khaddar perto Yamuna, que se assemelha ao khariboli e é falado por rors. O hariani pertence à família das línguas Hindi ocidental. É geralmente entendida como um dialeto do hindi e não uma língua diferente, tem muitas semelhanças com khariboli, o dialeto do Hindi.

## Literatura
A literatura hariani é quase insignificante, pois a maioria das figuras literárias hariani escrevem na língua principal hindi, mas há uma série de músicas disponíveis.
O hariani tem uma cultura muito rica em termos de canções populares que são chamados Raginis e dramas populares, conhecidos pelo nome de Swaang. O hariani tem muita variação dialética e, por vezes, ele varia de aldeia em aldeia, que pode ser apenas a poucos quilômetros de distância. É uma língua muito bem-humorada e o povo de Haryana geralmente conta muitas piadas e são mal interpretadas pelas pessoas de outras partes da Índia. Surender Sharma é um humorista muito famoso, que inicialmente contou todas as suas piadas em hariani e muitas de suas piadas têm a sua origem na cultura rural de Haryana.